# 舒川站
舒川站（：／ Seocheon yeok */?）是長項線沿線的一座鐵路車站，位于韓國忠清南道舒川郡舒川邑，有新村號及無窮花號列車停靠。

## 历史
- 1930年11月1日 - 落成使用。
- 1949年12月20日 - 改名为忠南舒川站[1]。
- 1955年7月1日 - 重新改为现在名称[2]。

## 相鄰車站
韩国铁道公社
长项线
板橋－舒川－長項